# Civilitzacions andines
Les civilitzacions andines eren societats complexes de moltes cultures i pobles, desenvolupades principalment a les valls fluvials dels deserts costaners del Perú. S'estenien des dels Andes del sud de Colòmbia en direcció sud a través de la serralada fins a Xile i el nord-oest d'Argentina. Els arqueòlegs creuen que les civilitzacions andines es van desenvolupar per primera vegada a l'estreta plana costanera de l'oceà Pacífic. La civilització de Caral o Norte Chico del Perú és la civilització més antiga coneguda a Amèrica, que data del 3200 aC.
Tot i els greus desafiaments ambientals, les civilitzacions andines van desenvolupar una gran varietat de cultius, alguns dels quals van tenir importància mundial. Les civilitzacions andines també van destacar per l'arquitectura monumental, el teixit tèxtil i moltes característiques úniques de les societats que van crear.
Menys d'un segle abans de l'arribada dels invasors espanyols, els inques, des del seu territori originari centrat a la ciutat de Cusco, van unir la majoria de les cultures andines en un únic imperi que englobava tot el que normalment s'anomena civilització andina. La timoto-cuica de Veneçuela va romandre fora de l'òrbita inca. L'Imperi inca era un mosaic de llengües, cultures i pobles.
El domini espanyol liquidà o deformà molts elements propis de les civilitzacions andines, influint notablement en la religió i l'arquitectura.

## Fets distintius

Un quipu

La civilització dels Andes era una de les cinc del món considerades pels erudits com "verges", és a dir, indígenes i no derivades d'altres civilitzacions. A causa del seu aïllament d'altres civilitzacions, els indígenes dels Andes van haver de trobar solucions pròpies, sovint úniques, als desafiaments ambientals i socials.
La civilització andina mancava d'algunes característiques que la distingien de les civilitzacions verges del Vell Món i de les cultures mesoamericanes. En primer lloc, i potser el més important, les civilitzacions andines no tenien un llenguatge escrit. En canvi, les seves societats feien servir el quipu, un sistema de cordes nuades i de colors, per transmetre informació. Han sobreviscut pocs quipus i mai no han estat desxifrats del tot. Els estudiosos difereixen sobre si les cordes nuades del quipu només eren capaces de registrar dades numèriques o també es podien utilitzar per a la comunicació narrativa, un veritable sistema d'escriptura. L'ús del quipu es remunta almenys a l'Imperi Huari (600-1000 dC) i possiblement a la civilització molt anterior de Caral del tercer mil·lenni aC.
Les civilitzacions andines tampoc no disposaven de vehicles amb rodes ni animals de tir. Les persones corrents només viatjaven a peu i el transport de mercaderies era només humà o en llama, animals de càrrega que podien transportar càrregues de fins a una quarta part del seu pes, un màxim de 45 quilograms. Les llames no eren prou grans ni fortes per a utilitzar-les per llaurar ni com a animals de transport per a adults.
A més, les civilitzacions andines es van enfrontar a greus reptes ambientals. Les primeres civilitzacions es trobaven a la costa desèrtica hiperàrida del Perú. L'agricultura només era possible amb reg a les valls travessades per rius procedents dels alts Andes, a més d'uns quants oasis de boira anomenats lomas. Als Andes, l'agricultura estava limitada per sòls prims, clima fred, precipitacions baixes o estacionals i l'escassetat de terres planes. S'hi podien produir temperatures de congelació cada mes de l'any a altituds superiors als 3.000 metres, el territori original de moltes de les civilitzacions andines de les terres altes.
Finalment, les civilitzacions andines no tenien moneda. Les "destrals moneda" de coure (també anomenades naipes) i les petxines Spondylus funcionaven com a mitjans d'intercanvi en algunes zones, especialment a la costa de l'Equador, però la major part de la zona dels Andes tenia economies organitzades sobre la reciprocitat i la redistribució en lloc de diners i mercats. Aquestes característiques van ser especialment notables durant l'Imperi inca, però es van originar en èpoques molt anteriors.

## Agricultura

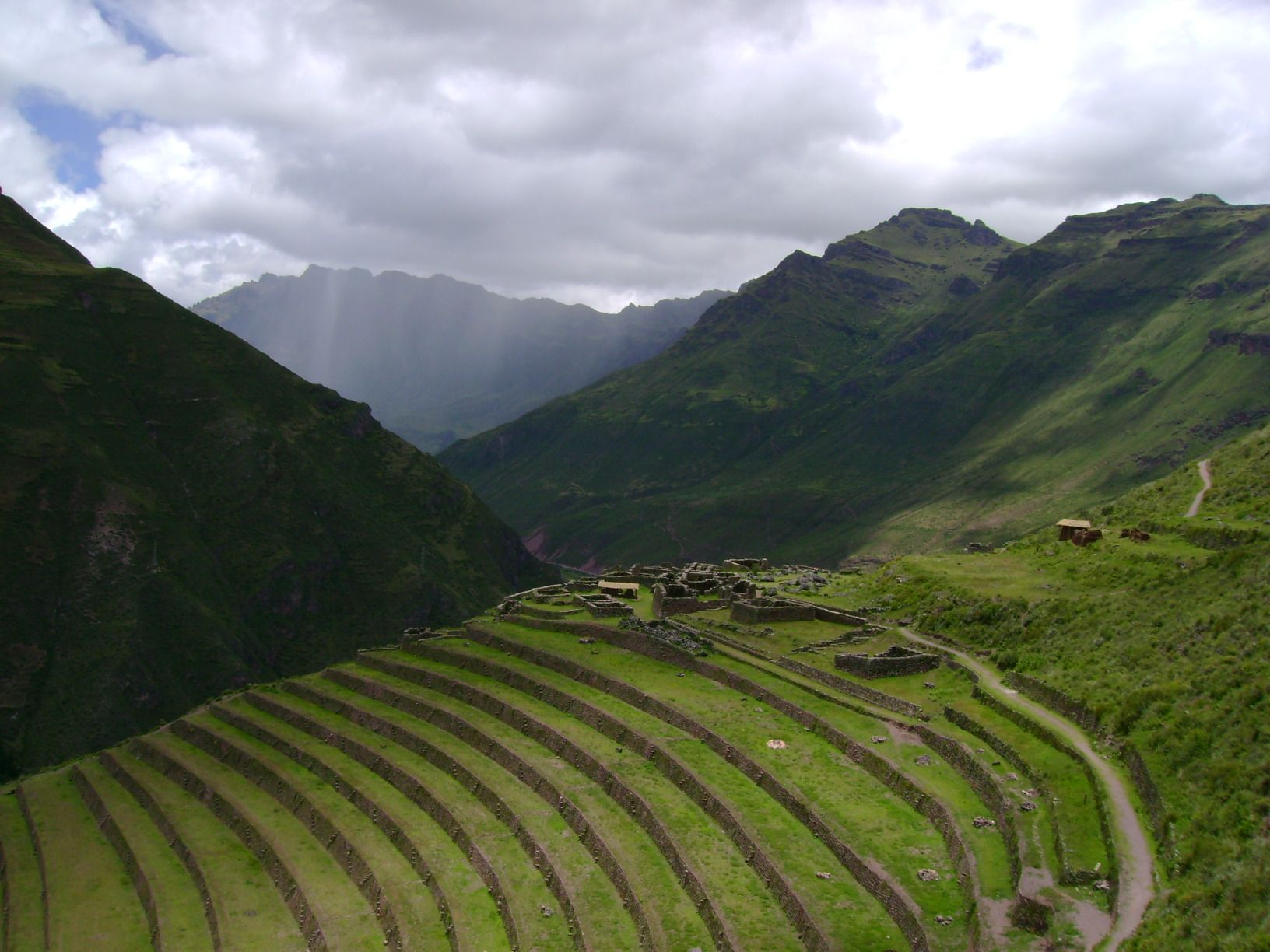
Les terrasses agrícoles van ser àmpliament construïdes i utilitzades per a l'agricultura als Andes.

L'agricultura a Amèrica del Sud podria haver començat a la costa de l'Equador amb la introducció de la carbassera Cucurbita moschata al voltant del 8000 aC per la cultura de Las Vegas.
Alguns estudiosos creuen que les primeres civilitzacions de la costa peruana inicialment depenien més dels recursos marítims que de l'agricultura durant el període formatiu de les seves societats. Tanmateix, com en totes les civilitzacions fins a finals del segle xix, l'agricultura era l'ocupació principal de la gran majoria de la població. La major contribució de la civilització andina al món modern han estat les plantes que la seva gent va domesticar. Els conreus dels andins eren sovint exclusius de la regió. El blat de moro, que arribà als Andes des de Mèxic, era sovint el cultiu més important a cotes baixes i intermèdies. Els andins van conrear aproximadament 70 plantes diferents, gairebé tantes com es conrearen a tot Europa i Àsia. Moltes d'aquestes plantes ja no es cultiven, o són cultius menors, però les plantes importants que es van domesticar als Andes o a prop inclouen patates, quinoa, tomàquets, pebrots, cotó, coca, tabac, pinyes, cacauets i diverses varietats de mongetes. Els animals domesticats als Andes eren les llames i els conills porquins.
Els desafiaments mediambientals requerien una sofisticada tecnologia agrícola. A diferència de l'Orient Mitjà, als Andes mancaven plantes de grans llavors fàcilment domesticables i grans com el blat i l'ordi, així com animals grossos i fàcilment domesticables com els cavalls i els bous. L'agricultura a la costa del desert va requerir el desenvolupament del reg. A les muntanyes, l'elevació, el clima fred i el terreny escarpat requerien una gamma de solucions tecnològiques com ara terrasses o plataformes, explotació de microclimes i selecció artificial. A causa de les incerteses climàtiques, els agricultors tradicionalment cultivaven diferents cultius en diverses elevacions i exposicions climàtiques. A un nivell extens, les societats i els estats van fer el mateix amb l'anomenat arxipèlag vertical, establint colònies en diferents elevacions i ubicacions per augmentar les possibilitats d'èxit agrícola.

Diagrama que mostra l'enginyeria de terrasses agrícoles de l'Imperi Inca i els seus farciments i mesures més habituals

## Cultures arqueològiques

### Caral

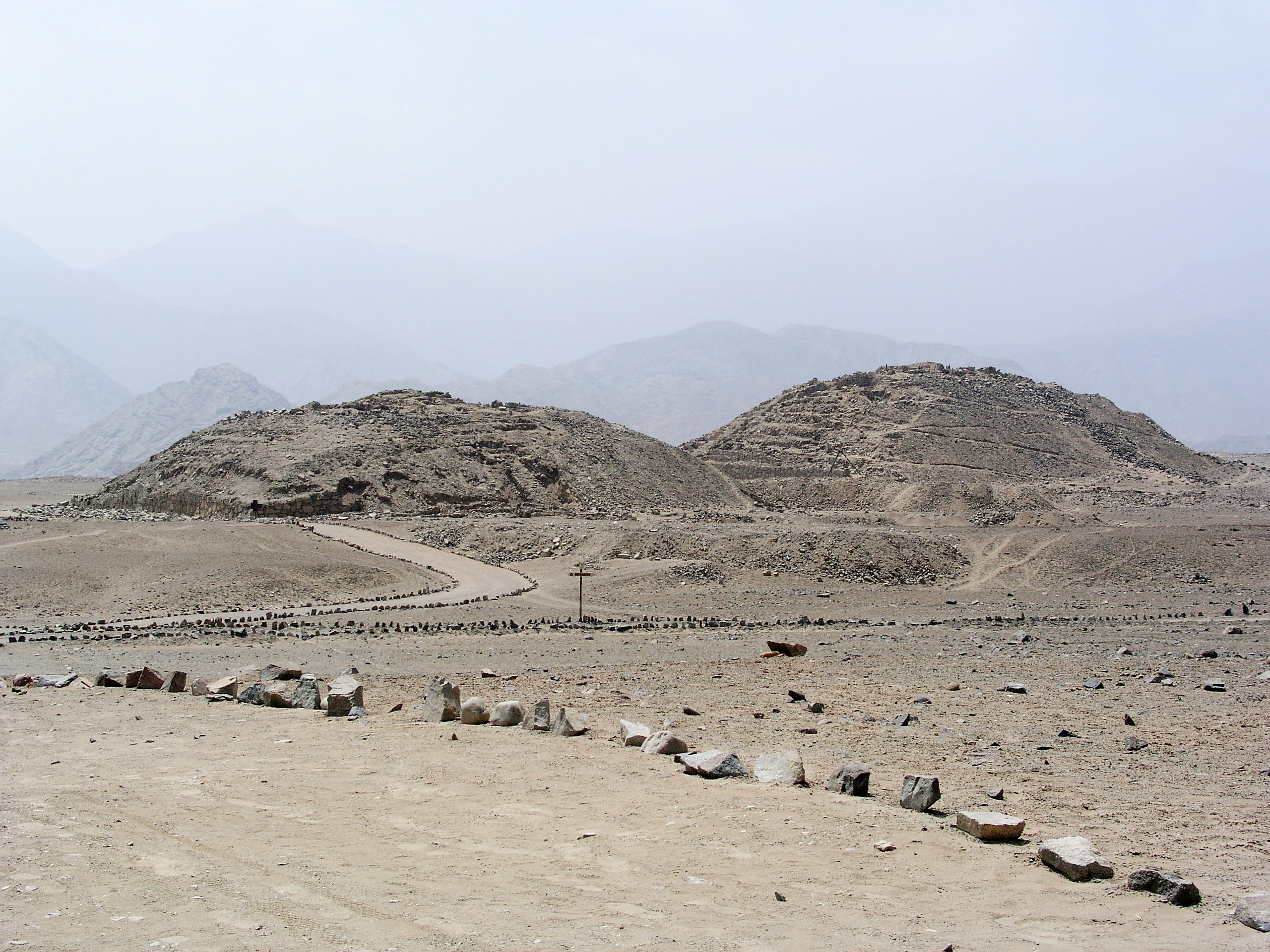
Les piràmides Caral a l'àrida vall de Supe, a uns 20 km de la costa del Pacífic

La civilització de Caral, també anomenada Norte Chico, era una complexa societat precolombina que incloïa fins a 30 grans nuclis de població a l'actual regió del Norte Chico de la costa nord-central del Perú. És la civilització més antiga coneguda a Amèrica i un dels bressols de la civilització, doncs s'originà pel seu compte al món antic. Va florir entre el segle 30 aC i el segle xviii aC. El nom Caral-Supe deriva de la ciutat sagrada de Caral a la vall de Supe, un jaciment gran i ben estudiat de Norte Chico. La societat complexa de Norte Chico sorgí un mil·lenni després de Sumer, a Mesopotàmia; fou contemporània de les piràmides d'Egipte, i és anterior a la Mesoamericana olmeca en gairebé dos mil·lennis.

### Valdivia

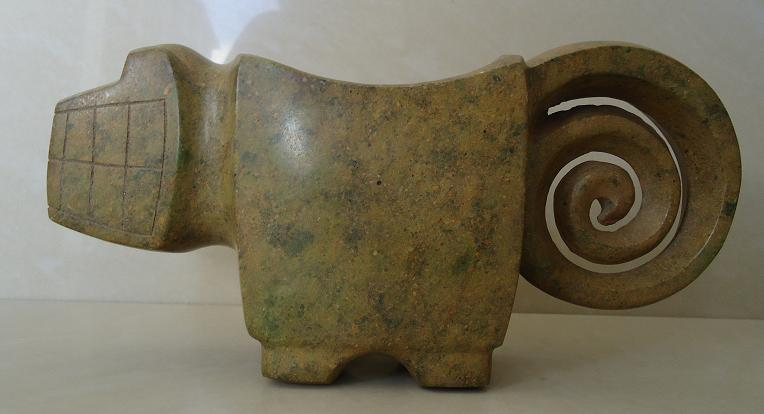
Morter, Jaguar Valdivia, costa sud (4000 aC a 1500 aC)

La cultura Valdivia és una de les cultures assentades més antigues registrades a Amèrica. Va sorgir de la primera cultura de Las Vegas i va prosperar a la península de Santa Elena, a prop de la moderna ciutat de Valdivia, Equador, entre el 3500 aC i el 1800 aC.

### Chavín

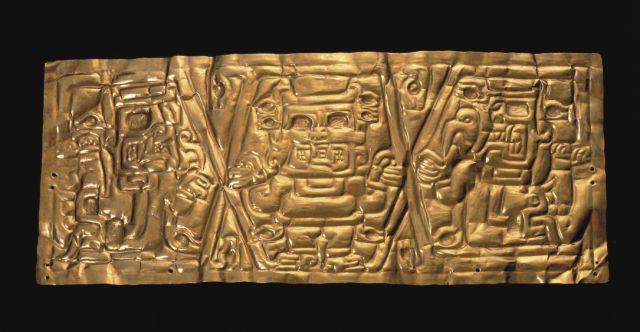
Corona d'or de l'època formativa de Chavín, 1200-300 aC (Col·lecció Museu Larco, Lima)

Es creu que la cultura chavín era principalment un moviment religiós. La cultura aparentment començà a les terres altes peruanes i després es va estendre per tot el país, entre els anys 900 i 200 aC. La cultura chavín té estils d'art molt distintius, sobretot en atuells d'efígies, alguns dels quals tenien formes felines. Chavín de Huántar fou un important centre ritual de la cultura Chavín, que data del 1500 aC.

### Nazca

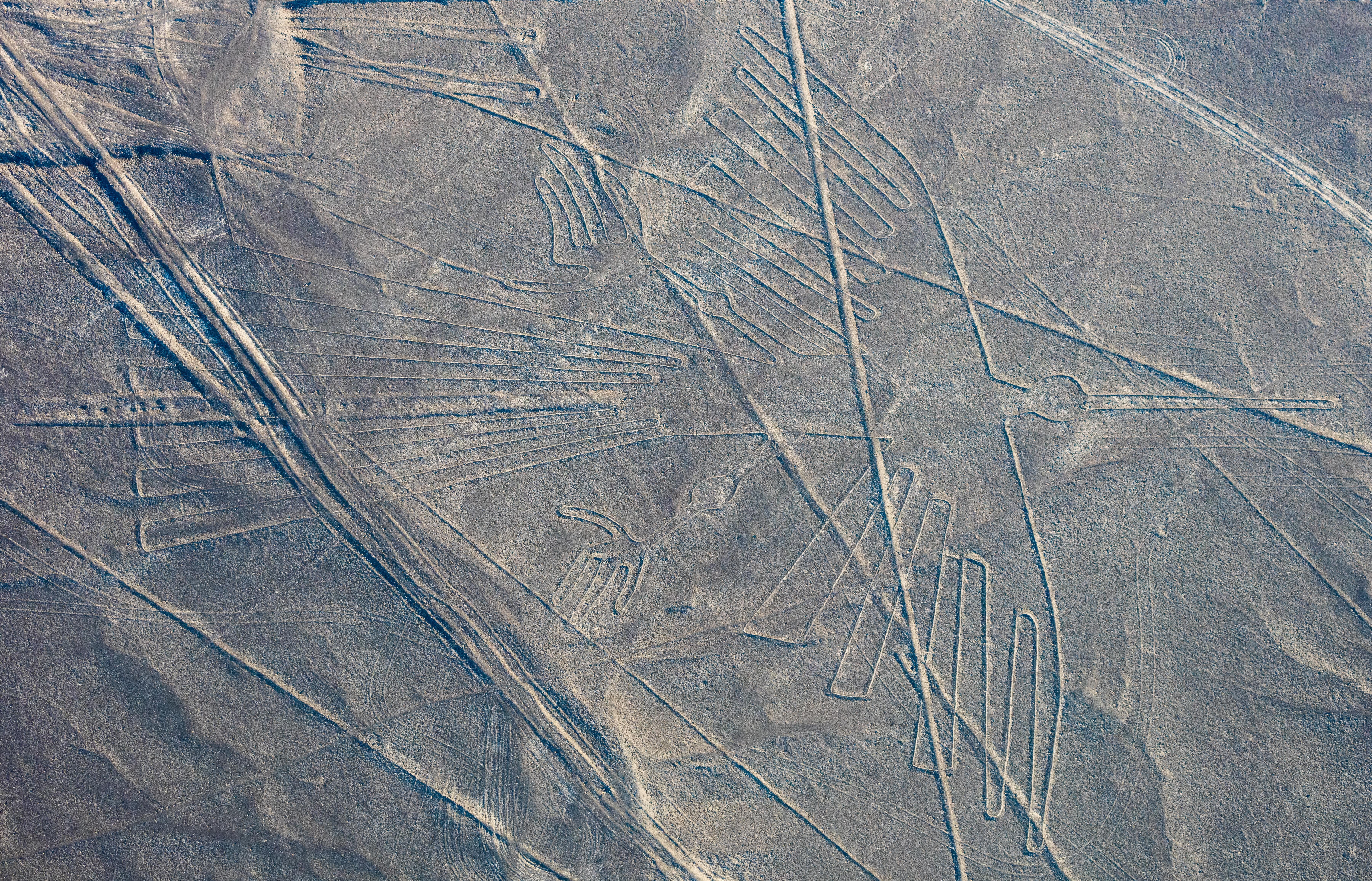
El Còndor, línies de Nazca, creat per la cultura del Nazca

La cultura Nazca (o Nasca) fou una cultura arqueològica que va florir del 100 al 800 dC al costat de la seca costa sud del Perú a les valls fluvials que menen vers Río Grande de Nazca i la vall d'Ica (Silverman i Proulx, 2002). Va estar fortament influenciada per la cultura Paracas anterior, que era coneguda pels teixits extremadament complexos. Els Nazca van produir una gran quantitat de belles artesanies i tecnologies, com ara ceràmica, teixits i geoglífics (més coneguts com a línies de Nazca). També van construir un impressionant sistema d'aqüeductes subterranis, coneguts com a puquios, que encara avui funcionen. La província de Nazca a la regió d'Ica va rebre el seu nom per aquesta cultura.

### Mochica

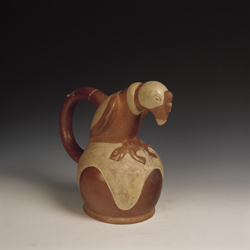
La cultura moche és mundialment reconeguda per la seva ceràmica, a la imatge un Còndor d'uns 300 anys

La civilització mochica (alternativament, cultura moche, chimú primerenca, prechimú, protochimú, etc.) va florir al nord del Perú des de l'any 100 dC fins al 800 dC, durant l'època de desenvolupament peruana. Tot i que aquesta qüestió és objecte de debat, molts estudiosos sostenen que els moche no estaven organitzats políticament com a imperi o estat monolític. Més aviat, eren probablement un grup d'entitats polítiques autònomes que compartien una cultura d'elit comuna, tal com es veu en la rica iconografia i arquitectura monumental que sobreviuen avui en dia. Són particularment coneguts per la seva ceràmica pintada de manera molt elaborada, l'artesania d'or, construccions monumentals (huacas) i sistemes de regadiu. La història del mochica es pot dividir a grans trets en tres períodes: l'aparició de la cultura moche al moche primerenc (anys 100–300), la seva expansió i florescència durant el moche mitjà (300–600) i la nucleació urbana i el posterior col·lapse en la moche tardana (500-750).

### Chachapoyas

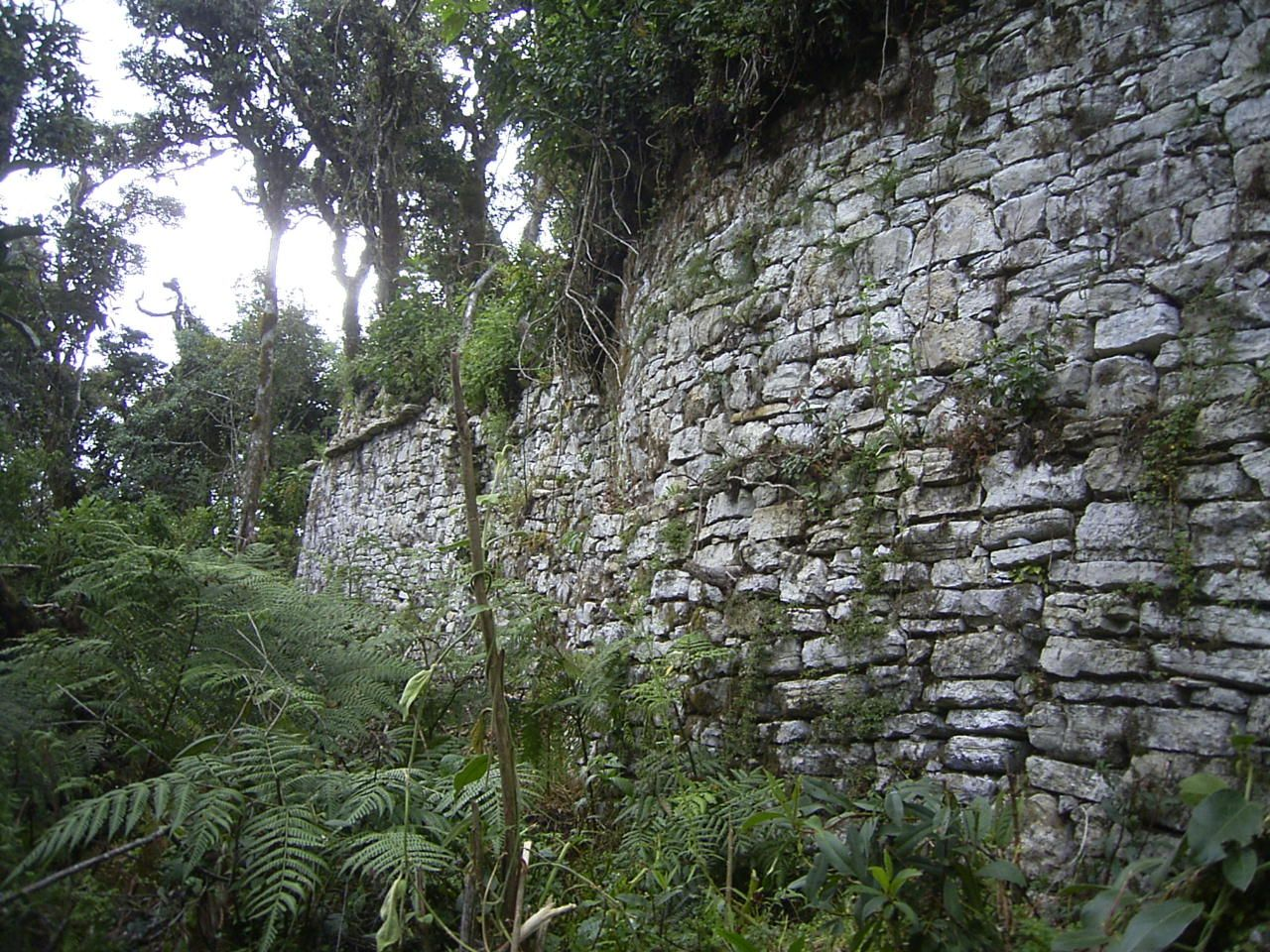
Muralles de la fortalesa del Soloco, Chachapoyas, Perú

Els chachapoyas, o la "gent núvol", eren una civilització andina que vivia en un bosc nuvolós de la regió de l'Amazones, al nord de l'actual Perú. Els inques van conquerir els chachapoyas poc abans de l'arribada dels invasors espanyols al Perú. Les primeres evidències fiables de la seva existència es remunten al voltant del 700 dC, tot i que és possible que construïssin un assentament anomenat Gran Pajáten, on algunes ceràmiques s'han datat del 200 aC. El lloc chacapoyan més gran descobert fins ara és Kuélap. També s'han descobert diversos llocs d'enterrament momificats.

### Wari

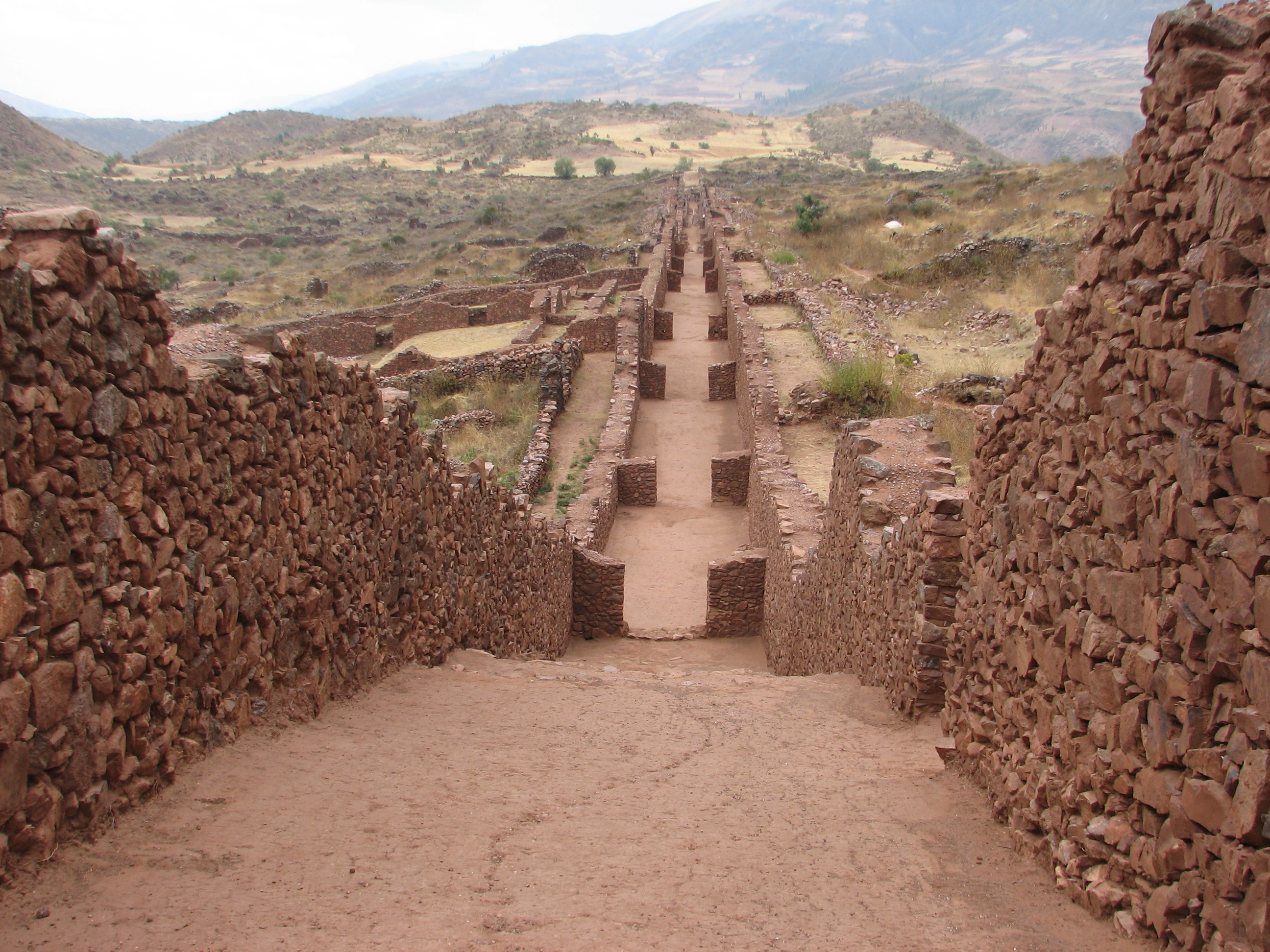
Centre administratiu Pikillaqta, construït per la civilització Wari a Cusco

La cultura wari (també huari) eren una civilització de l'Horitzó Mitjà precolombí peruà que va florir a la zona sud i central dels Andes i la zona costanera del Perú, des d'aproximadament el 500 al 1000 dC (la cultura wari no s'ha de confondre amb l'ètnia moderna i la llengua coneguda com a wari', amb la qual no té cap vincle conegut). Wari, com es deia l'antiga capital, es troba a 11 km al nord-est de la ciutat d'Ayacucho. Aquesta ciutat era el centre d'una civilització que cobria gran part de les terres altes i la costa del Perú. Les restes més ben conservades, al costat del jaciment arqueològic de Wari, són les ruïnes del nord de Wari (Cerro Pátapo), descobertes a prop de la ciutat de Chiclayo i el Cerro Baul a Moquegua. També són conegudes les ruïnes Wari de Pikillaqta ('Ciutat de les puces'), a poca distància al sud-est de Cusco en la ruta cap al llac Titicaca.

### Tiwanaku

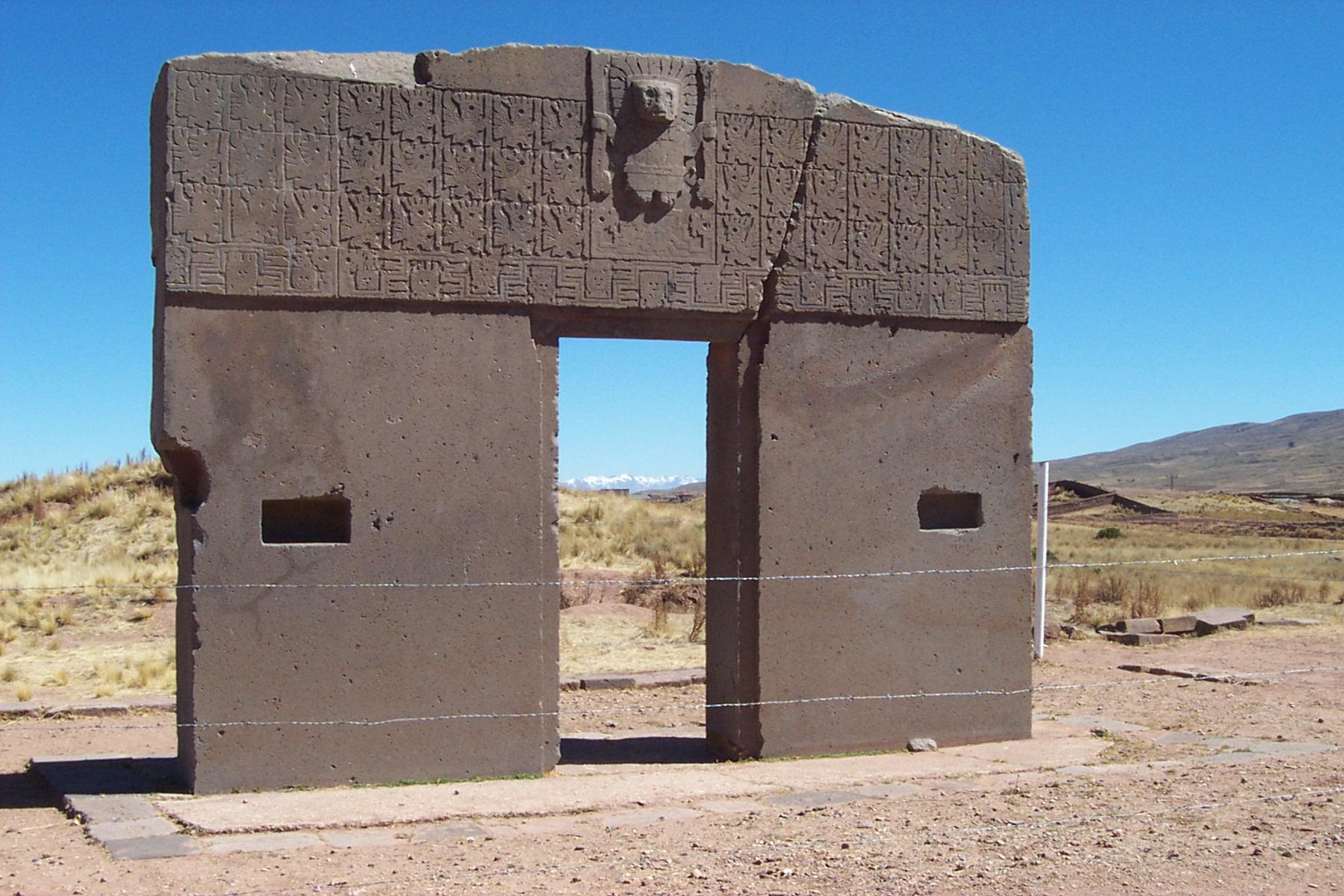
La Porta del Sol, construïda per la cultura Tiwanaku

Tiwanaku (també Tiahuanaco i Tiahuanacu) és un important jaciment arqueològic precolombí a l'oest de l'actual Bolívia. Tiwanaku és reconegut pels erudits andins com un dels precursors més importants de l'Imperi inca, que florí com la capital ritual i administrativa d'una gran potència estatal durant aproximadament cinc-cents anys. Les ruïnes de l'antiga ciutat-estat es troben a prop de la riba sud-est del llac Titicaca al departament de La Paz, província d'Ingavi, municipi de Tiwanaku, al voltant de 72 km a l'oest de La Paz. Els primers registres del lloc en la història escrita són del conquistador espanyol i autoaclamat "primer cronista de les Índies" Pedro Cieza de León. León ensopegà amb les restes de Tiwanaku el 1549 mentre buscava la capital inca, Collasuyu. Alguns sostenen la hipòtesi que el nom modern de Tiwanaku està relacionat amb el terme aimara taypiqala, que significa 'pedra al centre', al·ludint a la creença que es trobava al centre del món. Tanmateix, el nom pel qual els seus habitants coneixien Tiwanaku potser s'havia perdut, ja que la gent de Tiwanaku no tenia un idioma escrit.

## Cultures històriques

### Chimú

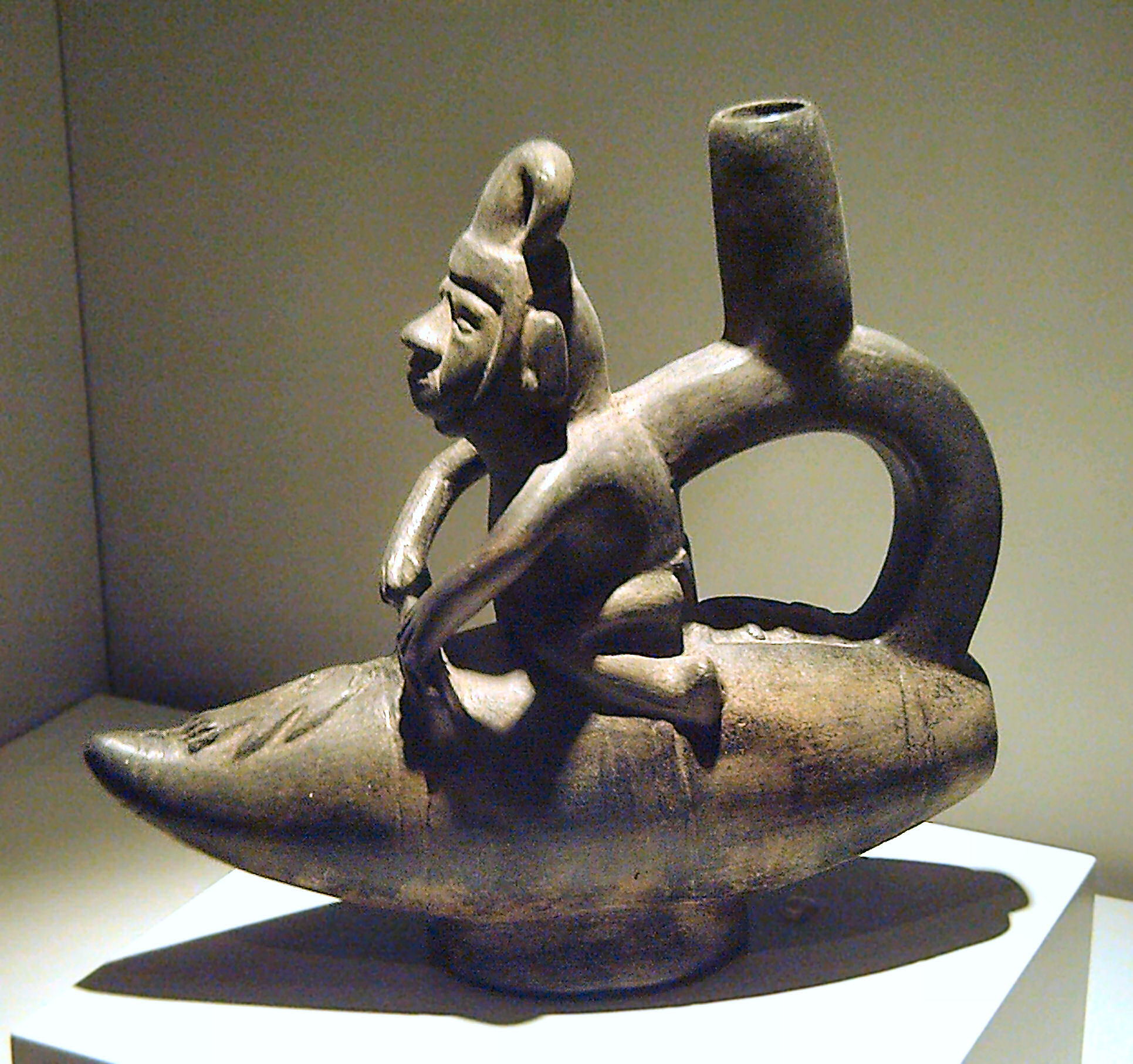
Vaixell chimú que representa un pescador en un cavallet de totora (1100-1400 dC)

La civilització chimú s'estenia per Chimor, amb capital a la ciutat de Chan Chan, una gran ciutat de tova a la vall de Moche de l'actual Trujillo, Perú. La cultura va sorgir cap al 900 dC. El governant inca Túpac Yupanqui va liderar una campanya que conquerí el Chimú cap al 1470 dC.
Va passar tan sols cinquanta anys abans de la invasió espanyola a la regió. En conseqüència els cronistes espanyols van poder registrar relats de la cultura chimú d'individus que havien viscut abans de la conquesta inca. De la mateixa manera, les proves arqueològiques suggereixen que Chimor va sorgir de les restes de la cultura mochica; les primeres ceràmiques chimú tenien alguna semblança amb les dels mochica. La seva ceràmica és negra i el seu treball en metalls preciosos és molt detallat i complex.

### Imperi inca

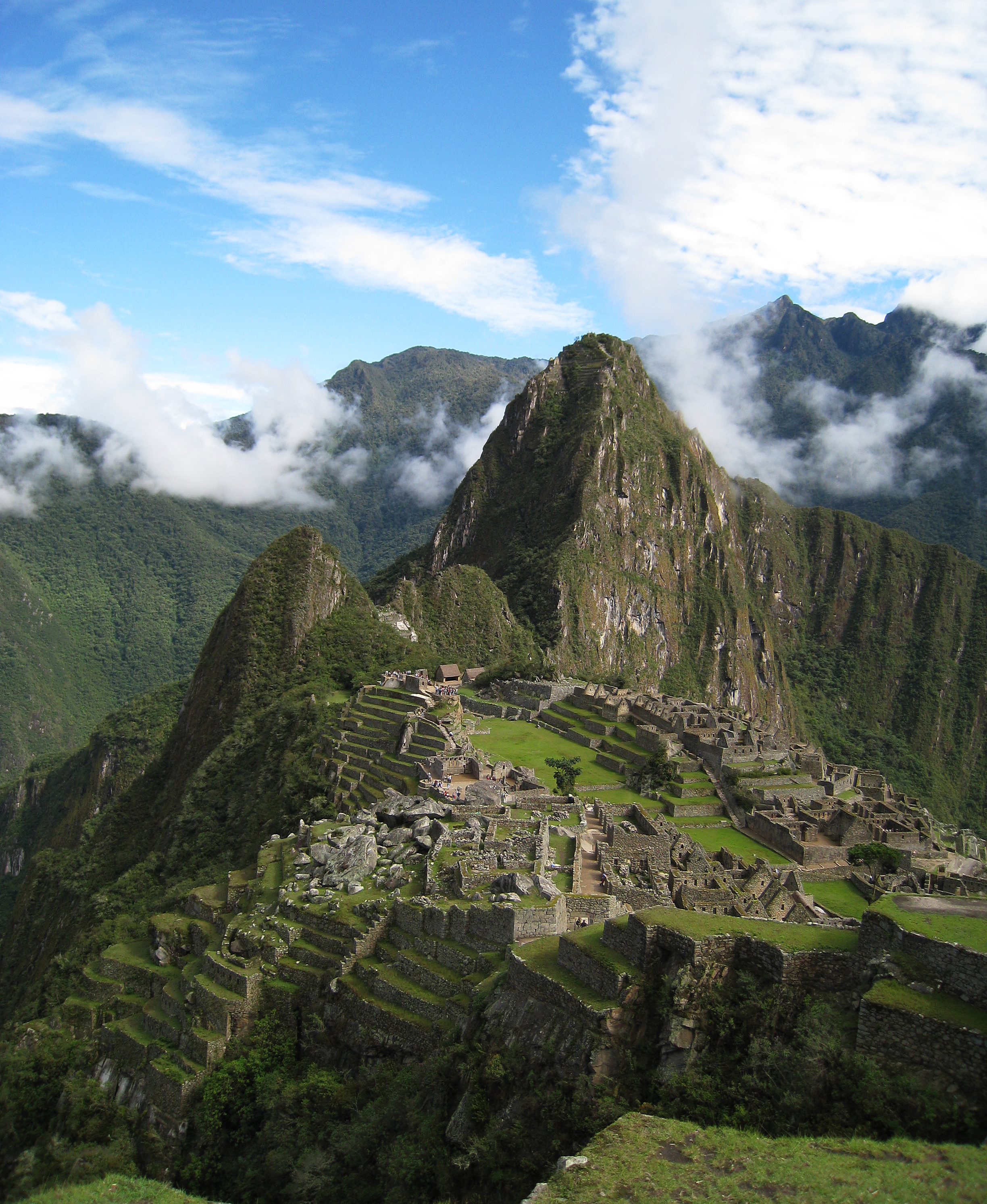
Vista del Machu Picchu construït pels inques

L'Imperi inca, o Tahuantinsuyo (en quítxua: Tawantinsuyu), fou l'imperi més gran de l'Amèrica precolombina. El centre administratiu, polític i militar de l'imperi estava situat a Cusco. La civilització inca va sorgir de les terres altes peruanes a principis del segle xiii, i la darrera fortalesa inca, Vilcabamba, fou conquerida pels espanyols el 1572. Des del 1438 fins al 1533 dC, els inques van utilitzar diversos mètodes, des de la conquesta militar fins a l'assimilació pacífica, per incorporar una gran porció de l'oest d'Amèrica del Sud, centrat a les serralades andines, incloent-hi Perú, el sud-oest de l'Equador, l'oest i sud del centre de Bolívia, el nord-oest Argentina, el nord de Xile i una petita part del sud-oest de Colòmbia, en un estat comparable als imperis històrics del Vell Món.

### Muisques

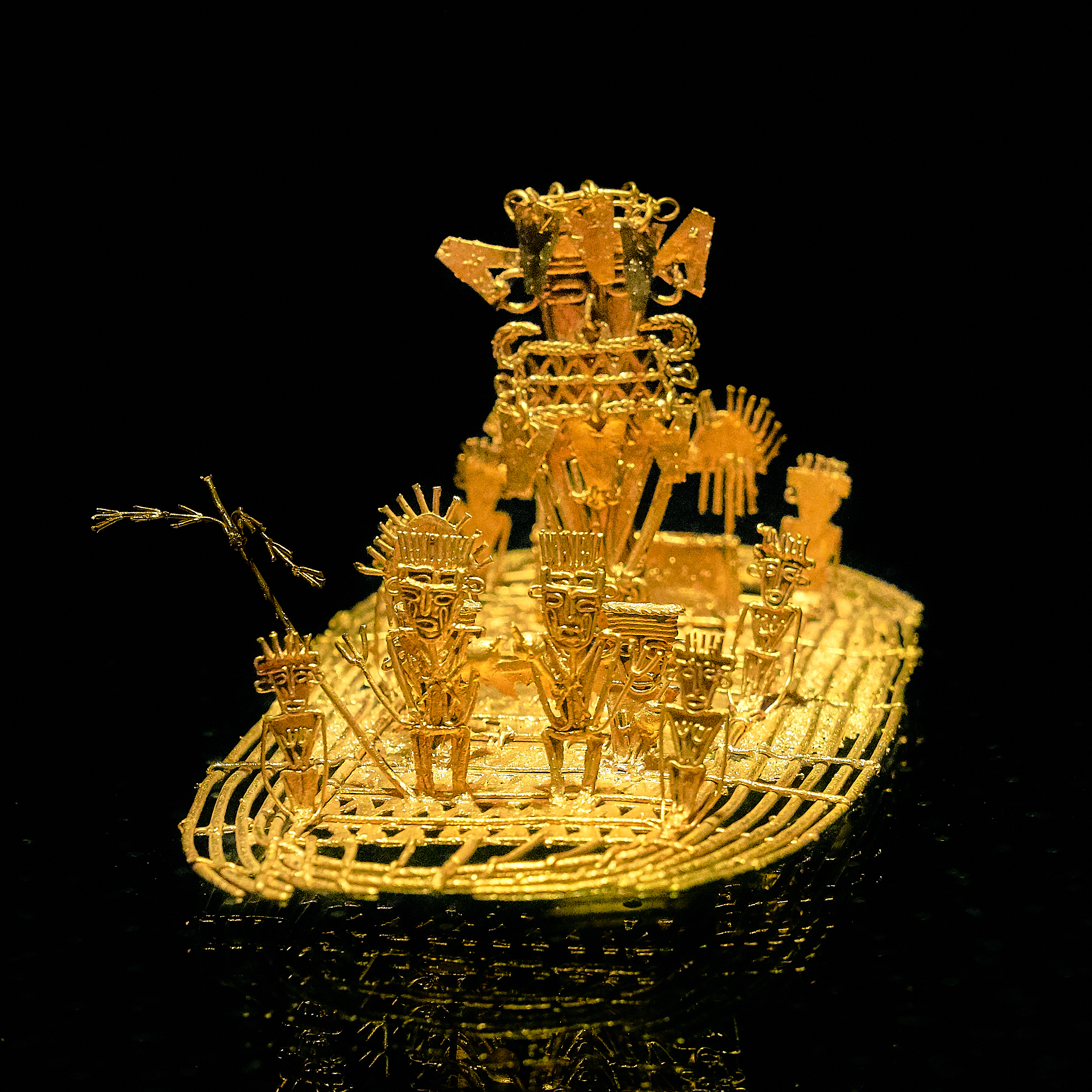
La bassa muisca, una escultura d'or precolombí que representa l'ofrena d'or dels muisques a la llacuna de Guatavita

Els muisques eren un poble que parlava chibcha i que va conformar la Confederació Muisca a les terres altes centrals de l'actual Colòmbia. Fou conquerit per les tropes de Gonzalo Jiménez de Quesada, en nom de l'Imperi espanyol, durant la primavera del 1537. La Muisca comprenia dues confederacions: Hunza (l'actual Tunja) es trobava a la zona nord, el sobirà de la qual era el zaque; i Bacatá (l'actual Bogotá) a la zona sud, el sobirà de la qual era la zipa. Les dues confederacions estaven situades a les terres altes dels actuals departaments de Cundinamarca i Boyacá (altiplà cundiboyacense) a la zona central de les serres orientals de Colòmbia.

### Timotocuica

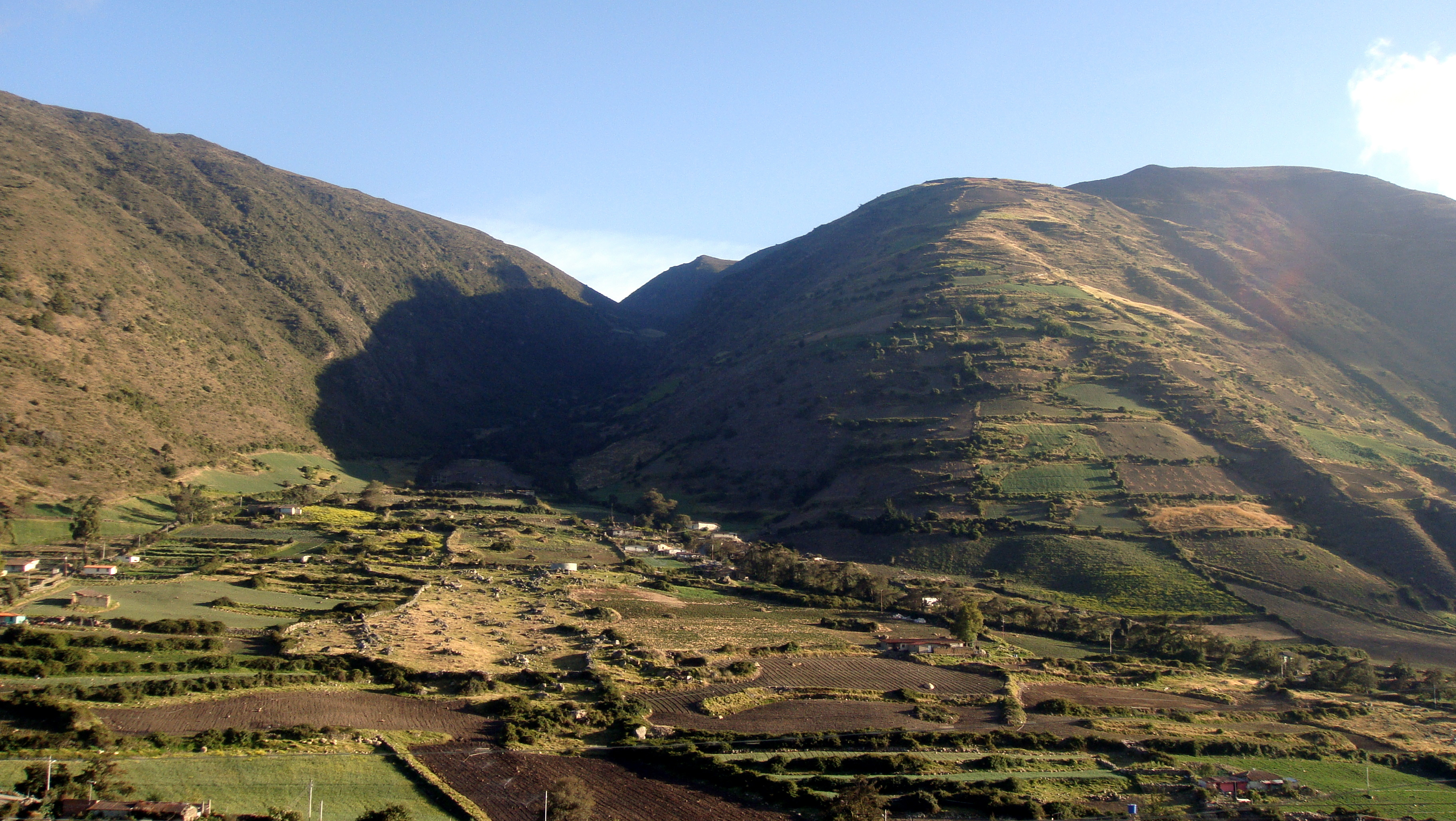
Territori timotocuica a l'actual Mèrida, Veneçuela

El poble timotocuica estava format principalment per dues tribus, els timotes i els cuiques, que habitaven a la regió andina de l'oest de Veneçuela. Estaven estretament relacionats amb el poble muisca dels Andes, que parlaven una llengua chibcha. Els timotocuiques no sols estaven formats per les tribus timota i cuica, sinó també pels mucuchíes, els migures, els tabares i els mucuñuques. La societat timotocuica era complexa amb pobles permanents ben planificats, envoltats de camps de regadiu i en terrasses. També emmagatzemaven aigua en dipòsits. Les seves cases eren fetes principalment de pedra i fusta amb sostres de palla. Eren pacífics, en la seva major part, i depenien del cultiu. Els conreus regionals incloïen patates i ullucos. Deixaren obres d'art, sobretot ceràmiques antropomòrfiques, però cap monument important. Filaven fibres vegetals per convertir-les en teixits i estores per a l'habitatge. Se'ls atribueix haver inventat l'arepa, un aliment bàsic de la gastonomies veneçolana i colombiana.